# Maccabi Netanya Football Club
El Maccabi Netanya (Hebreo: מכבי נתניה) es un club de fútbol israelí que juega en la ciudad de Netanya.
El equipo, que juega desde 2014 en la Ligat ha'Al de Israel, tiene una rica historia, especialmente en los años 1970.

## Historia
El club fue fundado en 1934 en la ciudad israelí de Netanya. Maccabi Netanya tiene una historia de más de 40 temporadas en la primera Liga israelí.
Maccabi Netanya comenzó a jugar en uniformes con bandas verdes y blancas. En el año 1975, el equipo comenzó a jugar en uniformes con los colores negro y amarillo.
Durante los brillantes días de Netanya en los 1970s y principios de los años 1980, la liga fue llamada "Netanya y los otros 15" mostrando la supremacía del club. En aquellos días, la mayoría de los jugadores de la selección nacional de fútbol de Israel eran jugadores de Maccabi Netanya.
Pero a mediados de 1980 el grupo comenzó a perder su prestigio y empezó a moverse de la primera liga a la segunda liga durante muchos años.
En la temporada 2003/2004, el equipo descendió a la segunda división y, tras un año en esta, Maccabi Netanya volvió a la primera división, donde juega actualmente.
En el año 2006, Maccabi Netanya fue comprado por el hombre de negocios judío-alemán Daniel Jammer. Después de comprar el equipo, Yamer trajo al equipo a muchos jugadores nuevos, israelíes y extranjeros.

## Récords

### Local
- Primer gol en Primera División: Yitzhak Casspi, 1948
- Mayor goleada a favor: 12–2 v Hapoel Givat Haim, 1962
- Mayor goleada en contra: 1–10 v Maccabi Petah Tikva, 25.6.1949
- Récord de asistencia de local: 13,800 v  Hapoel Tel Aviv en la apertura del nuevo estadio Netanya Stadium, 4.11.2012
- Más Apariciones: Haim Bar con 417
- Goleador histórico: Mordechai Spiegler con 274 goles (en todas las competiciones)
- Más goles en un torneo de liga: 82, 1966–68
- Máximo goleador en una temporada: 38 goles por Mordechai Spiegler, Liga Leumit, 1966–68
- Máximo goleador en competiciones europeas: 21 goles por David Lavi (en la Copa Intertoto entre 1978-1984)
- Más puntos en una temporada: 61 – 30 juegos, 1982–83
- Fichaje récord - $400,000 Ferenc Hamori (1999),[1] Itay Shechter (2006)
- Venta Récord - $1,000,000 Orel Dgani (2011), Hen Ezra (2012)

### Europeo
- Debut en competiciones europeas: Copa Intertoto - vs.  FK Sloboda Tuzla, 24 de junio de 1978
- Mayor victoria en competiciones europeas: Copa Intertoto - vs.  IF Elfsborg (7:1), 1 de julio de 1978[2]
- Mayor derrota en competiciones europeas: Copa Intertoto - vs.  FC Admira Wacker (0:6), 21 de julio de 1984 & UEFA Europa League - vs.  Galatasaray (0:6), 6 de agosto de 2009

## Jugadores

### Más Apariciones
| #  | Nombre             | Periodo                       | Juegos | Goles |
| -- | ------------------ | ----------------------------- | ------ | ----- |
| 1  | Haim Bar           | 1972–1989                     | 417    | 10    |
| 2  | Mordechai Spiegler | 1963–1971 1974-1975 1975-1978 | 387    | 212   |
| 3  | Shraga Bar         | 1964–1978                     | 374    | 12    |
| 4  | Albert Gazal       | 1965–1982                     | 374    | 3     |
| 5  | Oded Machnes       | 1973–1988                     | 334    | 171   |
| 6  | Ze'ev Casspi       | 1939–1959                     | 325    | 0     |
| 7  | Benyamin Lam       | 1978–1990                     | 322    | 93    |
| 8  | David Lavi         | 1973–1986                     | 317    | 142   |
| 9  | Mordechai Halfon   | 1971-198?                     | 309    | 15    |
| 10 | Victor Sarusi      | 1960-1969 1971-1976           | 294    | 142   |

### Más Goles
| #  | Nombre             | Periodo                       | Juegos | Goles |
| -- | ------------------ | ----------------------------- | ------ | ----- |
| 1  | Mordechai Spiegler | 1963–1971 1974-1975 1975-1978 | 387    | 212   |
| 2  | Oded Machnes       | 1973–1988                     | 334    | 171   |
| 3  | David Lavi         | 1973–1986                     | 317    | 142   |
| 4  | Victor Sarusi      | 1960-1969 1971-1976           | 294    | 142   |
| 5  | Benyamin Lam       | 1978–1990                     | 322    | 93    |
| 6  | Eliezer Shlomovich | 1965–1975                     | 257    | 69    |
| 7  | Yitzhak Casspi     | 1939-1957                     | 110    | 68    |
| 8  | Yigal Menahem      | 1980-1982 1983-1991           | 224    | 68    |
| 9  | Liron Vilner       | 1995-1998 1999-2006           | 234    | 66    |
| 10 | Achmad Saba'a      | 2009–2013                     | 153    | 62    |

## Entrenadores
| - Zigrman Vdofrman (1935–36) - Gershon Peskov (1936–37) - Ben Ami Michlis (1937–38) - Armin Weiss (1938–39) - Baruch Feir (1939–40) - Armin Weiss (1941–42) - Jerry Beit haLevi (1943–45) - Jacob Feuer (1946–47) - Armin Weiss (1949–50) - Jerry Beit haLevi (1951–52) - Gershon Meller (1953–54) - Chibi Brown (1954–56) - Gershon Meller (1956) - George Raygesh (1956) - Yitzhak Casspi (1956–57) - Jerry Beit haLevi (1957–60) - Itzhak Schneor (1960–61) - Joseph Tessler (1961–62) - Yitzhak Casspi (1962–63) - Milan Batzitz (1963–65) - Otto Slefnberg (1965–67) - Emmanuel Scheffer (1967) - Itzhak Schneor (1968-1970) - David Schweitzer (1970–71) - Eli Fuchs (1971–72) | - Arie Radler (1972–74) - Eliezer Spiegel (1974–75) - Shmulik Perlman (1975–79) - Ya'akov Grundman (1979–81) - Shmulik Perlman (1981–82) - Mordechai Spiegler (1982–84) - Shmulik Perlman (1984–85) - Ze'ev Seltzer (1985–88) - Yehoshua Feigenbaum (1988–90) - Mordechai Spiegler (1990-1992) - Shmulik Perlman (1992–94) - Viko Hadad (1994–95) - Shmulik Perlman (1995) - Albert Gazal y Benyamin Lam (1995–96) - Gideon Cohen (1996–98) - Asher Messing (1998) - Uri Malmilian (1998–99) - Motti Ivanir (1999) - Uri Malmilian (1999–2000) - Rami Levy (2000) - Uri Malmilian (2001–02) - Gidi Damti (2002) - Gili Landau (junio de 2002–enero de 2004) - Eli Cohen (enero de 2004–febrero de 2004) - Reuven Atar (febrero de 2004–julio de 2006) | - Eli Guttman (junio de 2006–enero de 2007) - Reuven Atar (enero de 2007–junio de 2008) - Lothar Matthäus (junio de 2008–abril de 2009) - Nati Azaria (abril de 2009–septiembre de 2009) - Reuven Atar (septiembre de 2009–mayo de 2012) - Tal Banin (mayo de 2012–marzo de 2013) - Reuven Atar (marzo de 2013-mayo de 2013) - Yossi Mizrahi (mayo de 2013-) |

En Negrita aparecen los que ganaron algo en el equipo.

## Palmarés

### Torneos nacionales
- Ligat ha'Al (5): 1970/71, 1973/74, 1977/78, 1979/80, 1982/83
- Liga Leumit (4): 1941/42, 1963/64, 1998/99, 2013/14
- Copa de Israel (1): 1978
- Copa Toto (1): 2023
- Toto Cup Leumit (1): 2004–05
- Supercopa de Israel (5): 1971, 1974, 1978, 1980, 1983
- Copa Nesher (1): 1941
- Copa Netanya (1): 1953

### Torneos internacionales
- Copa Intertoto (4): 1978, 1980, 1983, 1984

## Participación en competiciones de la UEFA
| Temporada | Torneo                        | Ronda            | Club                  | Marcador |
| --------- | ----------------------------- | ---------------- | --------------------- | -------- |
| 1978      | Copa Intertoto                | Grupos           | Sloboda Tuzla         | 2-2, 2-2 |
| 1978      | Copa Intertoto                | Grupos           | Lillestrøm SK         | 1-0, 2-1 |
| 1978      | Copa Intertoto                | Grupos           | IF Elfsborg           | 7-1, 2-2 |
| 1979      | Copa Intertoto                | Grupos           | Werder Bremen         | 0-1, 0-1 |
| 1979      | Copa Intertoto                | Grupos           | Standard Liège        | 1-1, 1-3 |
| 1979      | Copa Intertoto                | Grupos           | SK Rapid Wien         | 4-2, 2-2 |
| 1980      | Copa Intertoto                | Grupos           | Royal Antwerp         | 1-1, 1-1 |
| 1980      | Copa Intertoto                | Grupos           | Kjøbenhavns Boldklub  | 3-0, 2-3 |
| 1980      | Copa Intertoto                | Grupos           | Maccabi Tel Aviv      | 1-0, 3-1 |
| 1981      | Copa Intertoto                | Grupos           | Wiener SC             | 1-1, 0-2 |
| 1981      | Copa Intertoto                | Grupos           | R.F.C. de Liège       | 3-1, 2-3 |
| 1981      | Copa Intertoto                | Grupos           | Hapoel Tel Aviv       | 1-1, 4-1 |
| 1983      | Copa Intertoto                | Grupos           | Shimshon Tel Aviv     | 3-0, 2-1 |
| 1983      | Copa Intertoto                | Grupos           | FC Lucerne            | 6-3, 1-4 |
| 1983      | Copa Intertoto                | Grupos           | Aarhus                | 3-1, 2-1 |
| 1984      | Copa Intertoto                | Grupos           | Beitar Jerusalem      | 4-3, 2-1 |
| 1984      | Copa Intertoto                | Grupos           | FC Wettingen          | 2-2, 3-0 |
| 1984      | Copa Intertoto                | Grupos           | Admira Wacker         | 2-1, 0-6 |
| 1992      | Copa Intertoto                | Grupos           | Maccabi Petah Tikva   | 0-0, 2-2 |
| 1992      | Copa Intertoto                | Grupos           | Slavia Praga          | 1-4, 1-3 |
| 1992      | Copa Intertoto                | Grupos           | Bayer Leverkusen      | 0-1, 0-3 |
| 1994      | Copa Intertoto                | Grupos           | Halmstads BK          | 1-2      |
| 1994      | Copa Intertoto                | Grupos           | Lokomotiv Sofia       | 2-2      |
| 1994      | Copa Intertoto                | Grupos           | Sparta Praga          | 2-1      |
| 1994      | Copa Intertoto                | Grupos           | Silkeborg IF          | 0-0      |
| 2003      | Copa Intertoto                | 1                | KF Partizani          | 0-2, 3-1 |
| 2007–08   | UEFA Cup                      | Clasificatoria 2 | UD Leiria             | 0-0, 0-1 |
| 2008–09   | UEFA Cup                      | Clasificatoria 2 | PFC Cherno More Varna | 1-1, 0-2 |
| 2009–10   | UEFA Europa League            | Clasificatoria 2 | Sliema Wanderers      | 0-0, 3-0 |
| 2009–10   | UEFA Europa League            | Clasificatoria 3 | Galatasaray           | 1-4, 0-6 |
| 2012–13   | UEFA Europa League            | Clasificatoria 2 | KuPS                  | 1-2, 1-0 |
| 2022–23   | UEFA Europa Conference League | Clasificatoria 2 | İstanbul Başakşehir   | 0-1, 1-1 |

### Récord europeo
| Torneo                 | J  | G  | E  | P  | GF | GC |
| ---------------------- | -- | -- | -- | -- | -- | -- |
| UEFA Conference League | 2  | 0  | 1  | 1  | 1  | 2  |
| Copa Intertoto         | 48 | 20 | 14 | 16 | 88 | 77 |
| UCUP / UEL             | 10 | 2  | 3  | 5  | 7  | 16 |
| Total                  | 60 | 22 | 18 | 20 | 96 | 94 |